# MEDINA
MEDINA (abreviação de “Model EDitor Interactive for Numerical Simulation Analysis”) é um
pré-/pós processador para análise de elementos finitos.

O desenvolvimento do MEDINA teve início no começo dos anos 90 na Daimler-Benz AG e teve continuação na debis Systemhaus. Desde 2001, o suporte e o desenvolvimento do MEDINA é realizado na T-Systems International GmbH.
A versão atual do MEDINA é 8.2.

## Arquitetura e Interfaces
O MEDINA foi projetado como um pré/pós processador de uso geral para várias áreas da análise de elementos finitos, suportando os principais formatos CAD, solvers e sistemas operacionais.

## Formatos CAD suportados
Atualmente, os seguintes formatos CAD são suportados pelo MEDINA:
- CATIA
- IGES
- JT
- SAT (ACIS)
- STEP
- STL
- VDA-FS

Formatos CAD adicionais podem ser suportados usando a solução para conversão de dados 3D da T-Systems chamada COM/FOX.

### Solvers suportados
Na versão atual, os seguintes solvers são suportados pelo MEDINA:
- Abaqus
- Nastran
- PAM-CRASH
- PERMAS

### Sistemas operacionais e hardware suportados
Na versão atual, o MEDINA roda nos seguintes sistemas operacionais e arquiteturas de hardware:
- Linux
- Microsoft Windows
- IBM / AIX
- Hewlett Packard / HP-UX
- Silicon Graphics / IRIX
- SUN / SunOS

### Análise de elementos finitos no MEDINA
O MEDINA é usado principalmente para as seguintes tarefas de análise de elementos finitos:
- Simulação de colisões
- Análise de durabilidade (térmica e carga mecânica)
- NVH (Noise, Vibration, Harshness)
- Simulações de segurança de pedestres e proteção de passageiros

O MEDINA é composto de dois módulos:
- Um pré-processador de análise de elementos finitos (MEDINA.Pre)
- Um pós-processador de análise de elementos finitos (MEDINA.Post)

No pré-processador, todas as etapas são feitas antes do processo de cálculo, em outras palavras:
- Importação de dados geométricos de sistemas CAD
- Importação de meta-dados associados de sistemas CAD ou PDM
- Importação de modelos de elementos finitos
- Edição e reparos de geometrias CAD
- Meshing
- Estruturação de modelos
- Definição de parâmetros materiais
- Definição de condições de contorno
- Definição de loadcases
- Geração dos dados de entrada específicos do solver

No pós-processador, todas as etapas são feitas depois do término dos cálculos dos dados primários do solver, em outras palavras:
- Determinação dos dados secundários derivados
- Ilustração dos resultados (gráficos, animações)
- Funcionalidades de exportação
- Geração de relatórios

## Características do MEDINA
O MEDINA foi concebido para dar suporte a simulações complexas e grandes modelos de elementos finitos - geralmente encontrados nas indústrias automotiva e aero-espacial - com alta performance.

Elementos de concepção importantes para atingir uma alta performance são as estruturas de Parts e os elementos conectores.
- Parts permitem um mapeamento 1:1 da estrutura resultante do sistema CAD/PDM dentro do modelo de elementos finitos.
- Elementos conectores são usados para a modelagem genérica assim como específica de solvers e clientes de técnicas de montagem como soldagem, aparafusamento, colagem.[5]

Dentro da etapa de processo do assim chamado “modelo de conjunto” os componentes de elementos finitos independentes (Parts e elementos conectores) são combinados para formar o complexo modelo de elementos finitos que representa produtos como veículos, aeronaves, etc.
Etapas únicas ou processos inteiros podem ser automatizados por protocolos e técnicas de script. Comandos dinâmicos permitem integrar plug-ins específicos de clientes à funcionalidade padrão do MEDINA.

## Público alvo
Devido às raízes do desenvolvimento do MEDINA e às funcionalidades inclusas para análise de modelos de elementos finitos de grande porte, o MEDINA é um pré/pós processador muito usado para análise de elementos finitos, especialmente na indústria automotiva.
Além disso, o MEDINA é usado nas indústrias aeroespaciais, indústrias de transformação, provedores de serviços de engenharia e universidades.

## Ligação externa
- site oficial do MEDINA (em inglês)